# سیارک ۱۱۳۲
سیارک ۱۱۳۲ (به انگلیسی: 1132 Hollandia، نامگذاری:1929RB1) هزار و صد و سی و دومین سیارک کشف شده‌است که در ۱۳ سپتامبر ۱۹۲۹ کشف شد.
قدر مطلق سیارک برابر ۱۰٫۶۰ است.